# Botola 2015-16
La Botola 2015-16, fue la 60a edición de la Liga de Fútbol de Marruecos. En dicha temporada, participan dieciséis equipos, los catorce mejores de la pasada, más dos provenientes de la segunda división. El campeón defensor fue el Wydad Casablanca.
El torneo se disputará mediante el sistema de todos contra todos, donde cada equipo jugará contra los demás dos veces, una como local, y otra como visitante. Cada equipo recibe tres puntos por partido ganado, un punto en caso de empate, y ninguno si pierde.
En esta edición, el campeón y subcampeón obtienen un lugar en la Liga de Campeones de la CAF. El tercer equipo clasificará a la Copa Confederación de la CAF.
Los equipos que queden ubicados en las últimas dos posiciones descenderán automáticamente a la segunda división.

## Ascensos y descensos
Un total de 16 equipos disputan la liga, los clubes Chabab Atlas Khénifra e Ittihad Khemisset descendidos la temporada anterior son reemplazados para este torneo por el campeón y subcampeón de la Botola 2, el Ittihad Tanger y el Mouloudia Oujda respectivamente.
| Pos. | Descendidos de la Botola 2014-15 |
| ---- | -------------------------------- |
| 15.º | Chabab Atlas Khénifra            |
| 16.º | Ittihad Khemisset                |

| Pos. | Ascendidos de la Botola 2 2014-15 |
| ---- | --------------------------------- |
| 1.º  | Ittihad Tanger                    |
| 2.º  | Mouloudia Oujda                   |

## Equipos temporada 2015-16

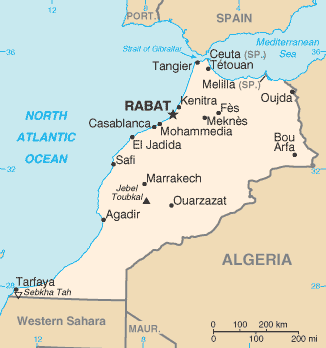
Marruecos.

| Club                | Ciudad     | Estadio                           | Capacidad    |
| ------------------- | ---------- | --------------------------------- | ------------ |
| Chabab Rif Hoceima  | Alhucemas  | Estadio Mimoun Al Arsi            | 12.000       |
| Difaa El Jadida     | El Jadida  | Stade El Abdi                     | 6.000        |
| FAR de Rabat        | Rabat      | Stade Moulay Abdellah             | 52.000       |
| FUS de Rabat        | Rabat      | Stade Moulay Abdellah             | 52.000       |
| Hassania Agadir     | Agadir     | Stade Al Inbiaâte Stade de Agadir | 5.000 45.400 |
| Ittihad Tanger      | Tanger     | Stade de Tanger                   | 40,000       |
| KAC Kenitra         | Kenitra    | Stade Municipal de Kénitra        | 15.000       |
| Kawkab Marrakech    | Marrakech  | Stade de Marrakech                | 45.240       |
| Maghreb Fez         | Fez        | Stade de Fès                      | 45.000       |
| Mouloudia d'Oujda   | Oujda      | Stade d'Honneur                   | 30,000       |
| Moghreb Tétouan     | Tetuán     | Estadio Saniat Rmel               | 15,000       |
| Olympic Safi        | Safi       | Stade El Massira                  | 7.000        |
| Olympique Khouribga | Khouribga  | Stade OCP                         | 5.000        |
| Raja Casablanca     | Casablanca | Stade Mohamed V                   | 67.000       |
| RSB Berkane         | Berkan     | Stade Municipal de Berkane        | 5.000        |
| Wydad Casablanca    | Casablanca | Stade Mohamed V                   | 67.000       |

Fuente: Soccerway.com

## Tabla de posiciones
- Actualizado al final del torneo el 4 de junio de 2016

| Pos | Equipo                 | PJ | PG | PE | PP | GF | GC | GA  | Pts |
| --- | ---------------------- | -- | -- | -- | -- | -- | -- | --- | --- |
| 1.  | FUS Rabat              | 30 | 16 | 10 | 4  | 40 | 21 | +19 | 58  |
| 2.  | Wydad Casablanca       | 30 | 16 | 8  | 6  | 39 | 19 | +20 | 56  |
| 3.  | IR Tanger (A)          | 30 | 14 | 8  | 8  | 36 | 23 | +15 | 50  |
| 4.  | FAR Rabat              | 30 | 13 | 8  | 9  | 40 | 35 | +5  | 47  |
| 5.  | Raja Casablanca        | 30 | 13 | 8  | 9  | 48 | 30 | +18 | 47  |
| 6.  | Moghreb Tétouan        | 30 | 12 | 7  | 11 | 34 | 43 | -9  | 43  |
| 7.  | Renaissance de Berkane | 30 | 10 | 13 | 7  | 24 | 19 | +6  | 43  |
| 8.  | Hassania Agadir        | 30 | 11 | 8  | 11 | 44 | 46 | +2  | 41  |
| 9.  | Olympique Safi         | 30 | 9  | 10 | 11 | 23 | 27 | -4  | 37  |
| 10. | Chabab Rif Al Hoceima  | 30 | 10 | 6  | 14 | 27 | 34 | -7  | 36  |
| 11. | KAC Kenitra            | 30 | 10 | 5  | 15 | 26 | 37 | -11 | 35  |
| 12. | Olympique Khouribga    | 30 | 9  | 7  | 14 | 26 | 35 | -9  | 34  |
| 13. | Difaa El Jadida        | 30 | 7  | 13 | 10 | 24 | 30 | -4  | 34  |
| 14. | Kawkab Marrakech       | 30 | 7  | 9  | 14 | 23 | 30 | -7  | 30  |
| 15. | Mouloudia Oujda (A)    | 30 | 7  | 8  | 15 | 26 | 41 | -15 | 29  |
| 16. | Maghreb Fes            | 30 | 5  | 14 | 11 | 24 | 31 | -7  | 29  |

 PJ = Partidos jugados; PG = Partidos ganados; PE = Partidos empatados; PP = Partidos perdidos;
GF = Goles anotados; GC = Goles recibidos; DG = Diferencia de gol; PTS = Puntos

(A) : Ascendido la temporada anterior.
|  | Campeón y clasificado a la Liga de Campeones de la CAF 2017. |
|  | Clasificado a la Liga de Campeones de la CAF 2017.           |
|  | Clasificado a la Copa Confederación de la CAF 2017.          |
|  | Descenso directo a la Segunda División de Marruecos.         |

## Goleadores
- Actualización final el 4 de junio de 2016.
| Pos. | Jugador                | Club                  | Goles |
| ---- | ---------------------- | --------------------- | ----- |
| 1    | Mahdi Naghmi           | FAR Rabat             | 13    |
| 2    | Murad Batna            | FUS Rabat             | 11    |
| 2    | Abdelilah Hafidi       | Raja Casablanca       | 11    |
| 4    | Reda Hajhouj           | Wydad Casablanca      | 9     |
| 4    | Achraf Bencharki       | Maghreb Fès           | 9     |
| 6    | Zakaria Hadraf         | Difaâ El Jadidi       | 8     |
| 7    | Hervé Guy              | IR Tanger             | 7     |
| 7    | Abdessamad El Moubarki | Chabab Rif Al Hoceima | 7     |
| 7    | Badi Aouk              | Hassania Agadir       | 7     |
| 7    | Yassin Zahabi          | MC Oujda              | 7     |